# 国安海岸
国安海岸（くにやすかいがん、英語: Kuniyasu Beach）は、遠州灘に面した日本の海岸。

## 地勢

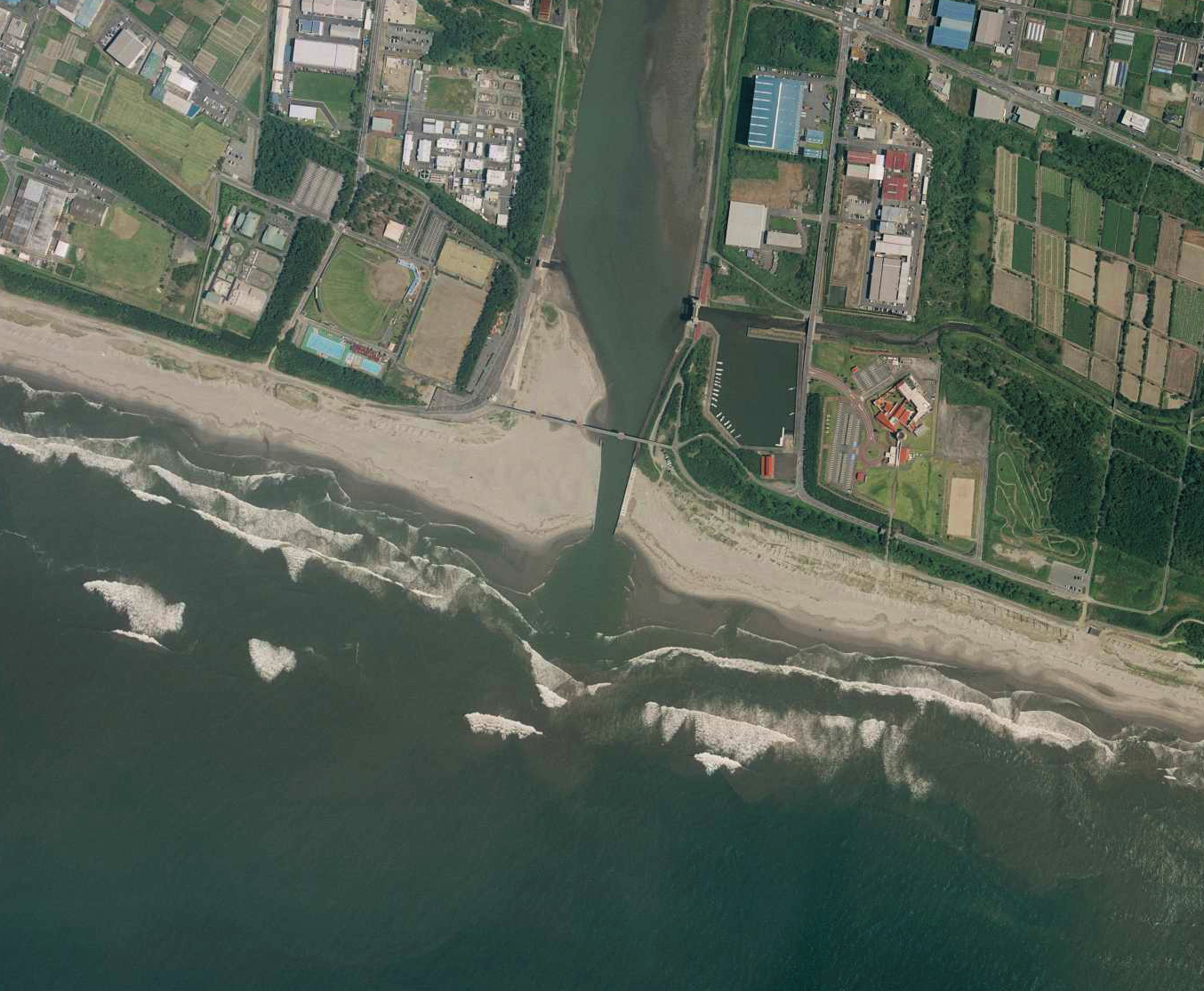
国安海岸の航空写真（2009年8月4日）

かつての静岡県城東郡国安村、現在の静岡県掛川市に位置しており、遠州灘に面している海岸である。海沿いに砂浜が広がっており、近隣の千浜砂丘や浜岡砂丘などとともに南遠大砂丘の一角を構成している。また、掛川市や静岡県菊川市を流れる一級河川である菊川の河口も、国安海岸に位置している。なお、国安海岸をはじめとする附近の海岸一帯は、かつての静岡県小笠郡大浜町に位置しているため、それらを総称して大浜海岸と呼ばれる。

## 自然

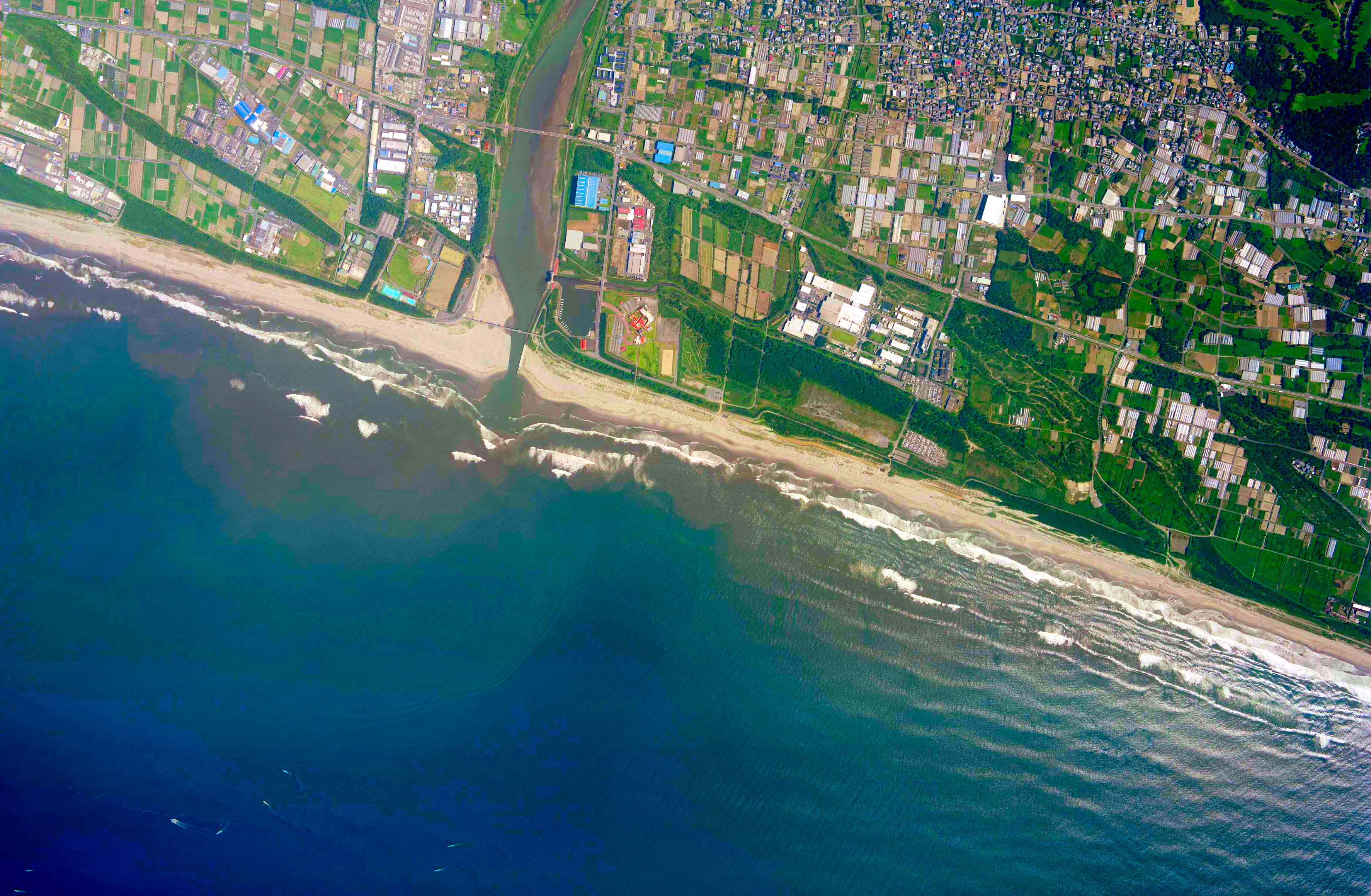
南遠大砂丘を構成する国安海岸（左）と千浜海岸（右）の航空写真（2009年8月4日）

年間を通じて温暖な気候であり、冬になっても雪はほとんど降らない。その代わり、冬になると強い北西風が吹き荒れることで知られており、「遠州のからっ風」と称されている。この強い風を利用し、国安海岸の周辺では風力発電が盛んにおこなわれている。たとえば、国安海岸のすぐ隣では、かつての静岡県小笠郡大東町が、新エネルギー・産業技術総合開発機構と合同で風力発電施設を設置している。また、国安海岸の周辺では、くろしお風力発電が遠州掛川風力発電所や浜野風力発電所を設置し、中部電力が御前崎風力発電所を設置している。

## 観光

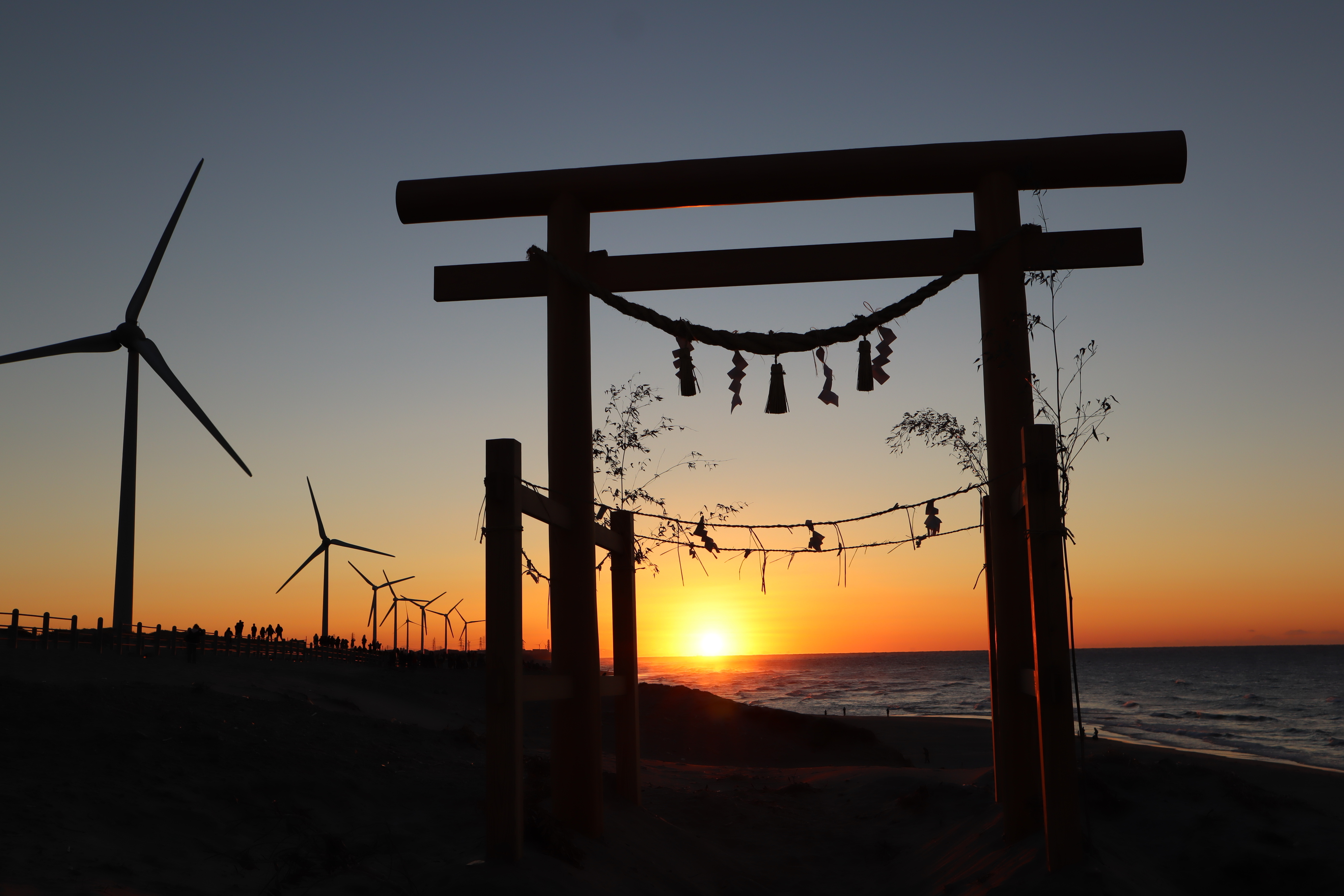
国安海岸の鳥居と風車群（2018年1月1日）

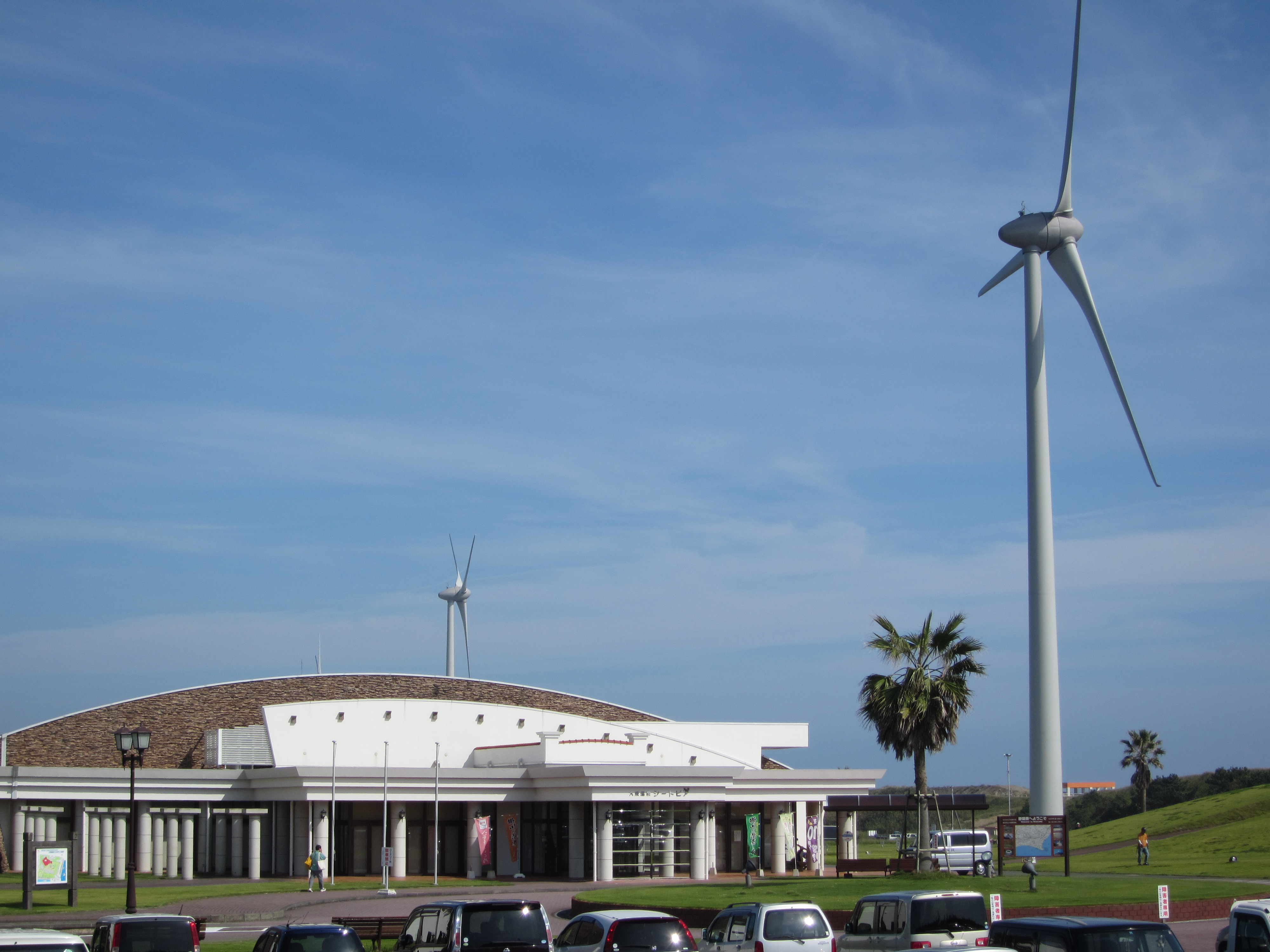
掛川市健康ふれあい館と大東海洋公園風力発電施設（2011年9月9日）

国安海岸からは太平洋が一望でき、水平線から昇る美しい朝日を眺めることができる。そのため、初日の出の名所として知られている。年末年始に際しては、国安海岸に鳥居が建立されるのが恒例となっている。これは、2001年（平成13年）より大東観光協会が設置しているもので、のちに掛川観光協会の大東支部が引き継いでいる。この鳥居は宮大工によって建立され、注連縄飾りなどを取り付けたうえで、神職による神事を執り行っている。元旦には、鳥居越しに御来光を拝むことができ、林立する風車を借景として幻想的な風景が広がっている。
なお、国安海岸は遠州灘に面しており、砂浜が広がっている。ただし、遠州灘は極めて海流が速いため、遊泳は禁止されている。そのため、海水浴場としては利用できないものの、強い風と波を生かしたウォータースポーツが盛んである。国安海岸は著名なサーフポイントとして知られており、水上オートバイなどに興じる者も多い。国安海岸は一面の砂浜だが、菊川の河口やや上流に大東マリーナが設けられており、こちらに船舶を係留することができる。大東マリーナは日本初の河川マリーナとして知られている。一方、国安海岸周辺でウォータースポーツが盛んになるにつれて、海難事故の発生が課題となっていた。そこで、ボランティア団体である「USPR掛川救難所」が大東マリーナに拠点を置いており、水上オートバイを駆って遠州灘の海難事故に対処するなど、より迅速な対応を図るべく取り組みが進められている。2021年（令和3年）6月には、大東マリーナ、USPR掛川救難所、および、御前崎海上保安署の間で協定が結ばれ、USPR掛川救難所の所属メンバー以外でも、名簿登録された水上オートバイの免許所持者なら緊急時に大東マリーナを利用できるようになった。これにより、USPR掛川救難所は、緊急時に免許所持者に対して幅広く応援を要請できるようになった。
また、「太平洋岸自転車道」を構成する静岡県道376号浜松御前崎自転車道線が1990年代に開通したため、この道でサイクリングを楽しむ者も多い。この自転車道は国安海岸を東西に貫いており、菊川の河口を跨ぐため、自転車道専用橋として潮騒橋が架けられた。この橋は日本国内で最長の吊床版橋として知られており、1995年（平成7年）に竣工した。
国安海岸の近辺では温泉も湧出しており、手軽なリゾートとして親しまれている。かつての大東町役場が温泉の掘削に成功し、1998年（平成10年）に日帰り温泉施設として国安海岸のすぐ横に大東健康ふれあい館を開業させた。平成の大合併により2005年（平成17年）に大東町が掛川市となったため、以降は掛川市健康ふれあい館として営業を続けていた。1998年（平成10年）の開業当初より「大東温泉シートピア」という愛称で親しまれ、2005年（平成17年）以降も引き続きこの愛称が用いられた。多くの観光客を集めてきたが、2021年（令和3年）に民間に払い下げられ、リバティーリゾート大東温泉となった。

## 交通
かつては静岡鉄道により駿遠線が敷設され、国安海岸の近くには国安海岸駅が設置されていた。しかし、1964年（昭和39年）に国安海岸駅を含む区間が廃止され、駿遠線自体も1970年（昭和45年）に廃止された。

## 全景

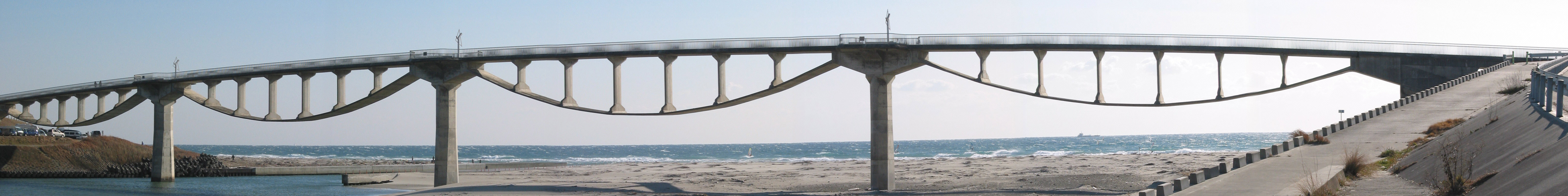
潮騒橋越しに国安海岸と太平洋を望む（2007年1月13日）

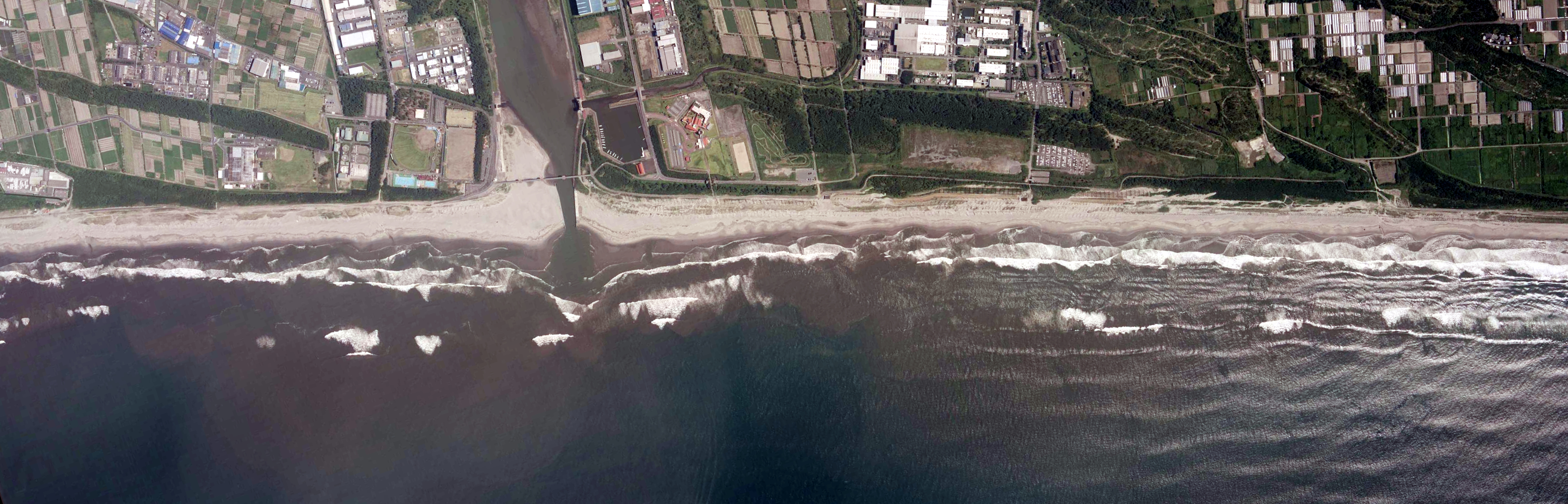
南遠大砂丘を構成する国安海岸（左）と千浜海岸（右）の航空写真（2009年8月4日）

### 註釈
1. ↑  静岡県城東郡国安村は、旧千浜村、国包村、坂里村と合併し、1889年に新千浜村が設置された。
2. ↑  静岡県小笠郡大東町は、旧掛川市、大須賀町と合併し、2005年に新掛川市が設置された。

## 関連人物
- 笠原鯥太郎